# Associazione Calcio Torino 1955-1956
Questa voce raccoglie le informazioni riguardanti l'Associazione Calcio Torino nelle competizioni ufficiali della stagione 1955-1956.

## Rosa
| N. |                      | Ruolo | Calciatore                  |
| -- | -------------------- | ----- | --------------------------- |
|    | Italia (bandiera)    | P     | Luigi Brotto                |
|    | Italia (bandiera)    | P     | Vincenzo Rigamonti          |
|    | Italia (bandiera)    | D     | Enzo Bearzot                |
|    | Italia (bandiera)    | D     | Ivo Brancaleoni             |
|    | Italia (bandiera)    | D     | Raffaele Cuscela (capitano) |
|    | Italia (bandiera)    | D     | Lino Grava                  |
|    | Italia (bandiera)    | D     | Pietro Grosso               |
|    | Italia (bandiera)    | D     | Bruno Padulazzi             |
|    | Italia (bandiera)    | D     | Sergio Rosso                |
|    | Germania (bandiera)  | C     | Horst Buhtz                 |
|    | Argentina (bandiera) | C     | José Curti                  |

| N. |                   | Ruolo | Calciatore              |
| -- | ----------------- | ----- | ----------------------- |
|    | Italia (bandiera) | C     | Romano Fogli            |
|    | Italia (bandiera) | C     | Luigi Moltrasio         |
|    | Italia (bandiera) | C     | Antonio Pellis          |
|    | Italia (bandiera) | C     | Claudio Rimbaldo        |
|    | Italia (bandiera) | C     | Vittorio Sentimenti III |
|    | Italia (bandiera) | A     | Umberto Angeli          |
|    | Italia (bandiera) | A     | Lelio Antoniotti        |
|    | Italia (bandiera) | A     | Giancarlo Bacci         |
|    | Italia (bandiera) | A     | Quinto Bertoloni        |
|    | Italia (bandiera) | A     | Piero Cazzaniga         |

## Calciomercato
| Acquisti | Acquisti           | Acquisti  | Acquisti   |
| R.       | Nome               | da        | Modalità   |
| -------- | ------------------ | --------- | ---------- |
| P        | Vincenzo Rigamonti | Como      | definitivo |
| D        | Ivo Brancaleoni    | Como      | definitivo |
| D        | Bruno Padulazzi    | Inter     | definitivo |
| C        | José Curti         | Triestina | definitivo |
| A        | Piero Cazzaniga    | Como      | definitivo |

| Cessioni | Cessioni        | Cessioni    | Cessioni   |
| R.       | Nome            | a           | Modalità   |
| -------- | --------------- | ----------- | ---------- |
| P        | Roberto Lovati  | Lazio       | definitivo |
| D        | Giovanni Molino | Lazio       | definitivo |
| D        | Aldo Nardi      | Alessandria | definitivo |
| C        | Luigi Bodi      | Alessandria | definitivo |
| A        | Aldo Novelli    | Bari        | definitivo |

## Risultati

### Serie A

#### Girone di andata
| Arbitro: | Orlandini (Roma) |

|                 |           |                      |
| Vinicio 1’, 74’ | Marcatori | 29’ Pellis 77’ Bacci |

| Arbitro: | Jonni (Macerata) |

|                |           |  |
| Antoniotti 31’ | Marcatori |  |

| Arbitro: | Maurelli (Roma) |

|             |           |                          |
| Rozzoni 73’ | Marcatori | 31’ Buhtz 55’ Antoniotti |

| Torino 9 ottobre 1955, ore 15:30 UTC+1 4ª giornata | Torino             | 0 – 0 | Juventus | Stadio Filadelfia\| Arbitro: \| Bernardi (Bologna) \| |
| Arbitro:                                           | Bernardi (Bologna) |       |          |                                                       |

| Torino 16 ottobre 1955, ore 15:00 UTC+1 5ª giornata | Torino          | 0 – 0 | Lanerossi Vicenza | Stadio Filadelfia\| Arbitro: \| Grillo (Napoli) \| |
| Arbitro:                                            | Grillo (Napoli) |       |                   |                                                    |

| Arbitro: | Rigato (Mestre) |

|            |           |  |
| Armano 75’ | Marcatori |  |

| Arbitro: | Righi (Milano) |

|                                                             |           |  |
| Cazzaniga 17’ (rig.) Buhtz 40’, 67’ Bertoloni 55’ Bacci 80’ | Marcatori |  |

| Arbitro: | Jonni (Macerata) |

|                   |           |  |
| Montuori 84’, 87’ | Marcatori |  |

| Arbitro: | Marchetti (Milano) |

|  |           |           |
|  | Marcatori | 70’ Buhtz |

| Arbitro: | Grillo (Napoli) |

|                                                                          |           |  |
| Buhtz 36’ Bacci 50’ Sentimenti III 57’, 77’ Antoniotti 66’ Cazzaniga 79’ | Marcatori |  |

| Arbitro: | Orlandini (Roma) |

|                                               |           |               |
| Carapellese 38’ Frizzi 50’ Pestrin 60’ (rig.) | Marcatori | 27’ Cazzaniga |

| Arbitro: | Bernardi (Bologna) |

|                         |           |             |
| Buhtz 50’ Bertoloni 85’ | Marcatori | 1’ da Costa |

| Arbitro: | Piemonte (Monfalcone) |

|             |           |                                  |
| Novelli 71’ | Marcatori | 27’ Sentimenti III 54’ Cazzaniga |

| Arbitro: | Bernardi (Bologna) |

|                              |           |  |
| Bonistalli 22’ Chiumento 26’ | Marcatori |  |

| Arbitro: | Orlandini (Roma) |

|               |           |             |
| Moltrasio 26’ | Marcatori | 84’ Mariani |

| Genova 22 gennaio 1956, ore 14:30 UTC+1 16ª giornata | Sampdoria             | 0 – 0 | Torino | Stadio Luigi Ferraris\| Arbitro: \| Piemonte (Monfalcone) \| |
| Arbitro:                                             | Piemonte (Monfalcone) |       |        |                                                              |

| Arbitro: | Guarnaschelli (Pavia) |

|                     |           |          |
| Bacci 39’ Buhtz 59’ | Marcatori | 82’ Arce |

#### Girone di ritorno
| Arbitro: | Campanati (Milano) |

|                |           |                                         |
| Antoniotti 86’ | Marcatori | 10’, 42’ Vinicio 16’ Pesaola 22’ Vitali |

| Arbitro: | Corallo (Lecce) |

|            |           |                                         |
| Pellis 15’ | Marcatori | 9’ Sabbatella 49’ Rozzoni 53’ Annovazzi |

| Arbitro: | Marchetti (Milano) |

|  |           |                         |
|  | Marcatori | 36’ Bertoloni 87’ Buhtz |

| Arbitro: | Orlandini (Roma) |

|                                                      |           |           |
| Pivatelli 14’, 88’, 31’ Pascutti 48’, 62’ Pozzan 77’ | Marcatori | 81’ Bacci |

| Arbitro: | Griggi (Brescia) |

|             |           |  |
| Campana 43’ | Marcatori |  |

| Arbitro: | Rigato (Mestre) |

|  |           |                           |
|  | Marcatori | 85’ Massei 88’ Invernizzi |

| Arbitro: | Guarnaschelli (Pavia) |

|                  |           |  |
| Brighenti II 45’ | Marcatori |  |

| Arbitro: | Grill |

|  |           |              |
|  | Marcatori | 45’ Montuori |

| Arbitro: | Campanati (Milano) |

|                         |           |                       |
| Buhtz 10’ Bertoloni 31’ | Marcatori | 69’ Vivolo 83’ Burini |

| Arbitro: | Maurelli (Roma) |

|             |           |           |
| La Rosa 15’ | Marcatori | 59’ Buhtz |

| Arbitro: | Jonni (Macerata) |

|                          |           |                      |
| Antoniotti 60’ Bacci 75’ | Marcatori | 35’, 66’ Carapellese |

| Arbitro: | Mayer |

|                 |           |               |
| Prenna 10’, 80’ | Marcatori | 26’ Bertoloni |

| Torino 10 maggio 1956, ore 16:00 UTC+1 30ª giornata | Torino             | 0 – 0 | SPAL | Stadio Filadelfia\| Arbitro: \| Marchetti (Milano) \| |
| Arbitro:                                            | Marchetti (Milano) |       |      |                                                       |

| Arbitro: | Lo Bello (Siracusa) |

|                         |           |  |
| Bertoloni 37’ Bacci 67’ | Marcatori |  |

| Arbitro: | Orlandini (Roma) |

|                                          |           |            |
| Frignani 40’ Mariani 62’ Nordahl III 75’ | Marcatori | 51’ Pellis |

| Arbitro: | Ferrari (Milano) |

|                         |           |            |
| Antoniotti 1’ Bacci 44’ | Marcatori | 80’ Ronzon |

| Arbitro: | De Gregorio (Legnano) |

|             |           |                     |
| Moschno 62’ | Marcatori | 32’ Curti 52’ Bacci |

## Statistiche

### Statistiche di squadra
| Competizione | Punti | In casa | In casa | In casa | In casa | In casa | In casa | In trasferta | In trasferta | In trasferta | In trasferta | In trasferta | In trasferta | Totale | Totale | Totale | Totale | Totale | Totale | DR |
| Competizione | Punti | G       | V       | N       | P       | Gf      | Gs      | G            | V            | N            | P            | Gf           | Gs           | G      | V      | N      | P      | Gf     | Gs     | DR |
| ------------ | ----- | ------- | ------- | ------- | ------- | ------- | ------- | ------------ | ------------ | ------------ | ------------ | ------------ | ------------ | ------ | ------ | ------ | ------ | ------ | ------ | -- |
| Serie A      | 33    | 17      | 7       | 6       | 4       | 27      | 18      | 17           | 5            | 3            | 9            | 16           | 27           | 34     | 12     | 9      | 13     | 43     | 45     | -2 |

### Statistiche dei giocatori
| Giocatore         | Serie A  | Serie A |
| Giocatore         | Presenze | Reti    |
| ----------------- | -------- | ------- |
| U. Angeli         | 1        | 0       |
| L. Antoniotti     | 26       | 6       |
| G. Bacci          | 26       | 9       |
| E. Bearzot        | 32       | 0       |
| Q. Bertoloni      | 29       | 6       |
| I. Brancaleoni    | 12       | 0       |
| L. Brotto         | 1        | -2      |
| H. Buhtz          | 33       | 10      |
| P. Cazzaniga      | 22       | 4       |
| J. Curti          | 1        | 1       |
| R. Cuscela        | 14       | 0       |
| R. Fogli          | 2        | 0       |
| L. Grava          | 31       | 0       |
| P. Grosso         | 29       | 0       |
| L. Moltrasio      | 24       | 1       |
| B. Padulazzi      | 11       | 0       |
| A. Pellis         | 16       | 3       |
| V. Rigamonti      | 33       | -43     |
| C. Rimbaldo       | 14       | 0       |
| S. Rosso          | 1        | 0       |
| V. Sentimenti III | 16       | 3       |

## Giovanili

### Piazzamenti
- Primavera:
  - Campionato Cadetti: